# Филотей Теодоропулос
Филотей (на гръцки: Φιλόθεος, Филотеос) е гръцки духовник, митрополит на Цариградската патриаршия.

## Биография
Роден е като Димитриос Теодоропулос (Δημήτριος Θεοδώροπουλος) в 1963 година в македонската паланка Зърнево (Като Неврокопи), Гърция. В 1976 година семейството му се установява в Неа Йония на Атика. Учи богословие в Богословския факултет на Атинския университет. На 15 август 1982 година е ръкоположен за дякон от митрополит Тимотей Неайоанийски и Филаделфийски. На 7 януари 1987 година е ръкоположен за презвитер от същия митрополит и получава офикията архимандрит. На 15 май 1987 година започва служба в Тиванската митрополия. От 1989 до 1995 година е архиерейски епитроп, а от 1995 доо 2002 година е протосингел на митрополията. В 2002 година е назначен за секретар на Синодалата комисия по догматични и правни въпроси. През 2008 година е назначен за археофилакс на Светия синод и ефимерий на църквата „Свети Безсребреници“ в атинския квартал Псири. На следващата година е назначен за настоятел на църквата „Успение Богородично“ в квартала Колокинту.
На 16 октомври 2019 година е ръкоположен в атинския митрополитски храм за титулярен рожки епископ, викарий на Атинската архиепископия. Ръкополагането е извършено от архиепископ Йероним Атински и Гръцки в съслужение с митрополитите Ефрем Хидрийски, Серафим Пирейски, Доротей Сироски, Хрисостом Халкидски, Дамаскин Велестински, Йеротей Зъхненски и Неврокопски, Дионисий Коринтски, Георгий Тивански и Ливадийски, Атинагор Илийски, Кирил Кифисийски, Тимотей Тесалиотидски и Фанариоферсалски, Климент Перистерски, Георгий Карпенисийски, Симеон Фтиотидски, Йероним Калавритски и Егиалейски, Йеротей Лемноски и епископите Константин Андруски и Теоклит Тегейски.